# Língua gunindiri
Gunindiri (também escrito Kurnindirri) é uma língua aborígine australiana extinta e quase não atestada, antes falada do norte da Austrália.